# Малацидины
Малацидины (англ. Malacidin) — класс химических соединений биологического происхождения, вторичные метаболиты почвенных бактерий, способные поражать грамположительные бактерии. Активность малацидинов является кальций-зависимой. Открытие нового класса антибиотиков было опубликовано в 2018 году.
Малацидины были обнаружены с помощью нового метода скрининга почвенного микробиома, который позволяет обнаружение биосинтетических генных кластеров, необходимых для синтеза химического вещества в клетке. Малацидин A способен убивать Staphylococcus aureus и другие грамположительные бактерии.

## История
Малацидины были впервые обнаружены учёными из Рокфеллеровского университета. Группа, возглавлявшаяся Брэдом Ховером и Шоном Брейди, выделили ДНК из двух тысяч образцов почв, собранных в разнообразных местах США, что позволило создать метагеномные библиотеки. Поиск был сфокусирован на поиске биосинтетических генных кластеров, участвующих в синтезе вторичных метаболитов. Одни из таких биосинтетических генных кластеров были представлены в 19 % образцов почв и отсутствовали в культивированных бактериях. Эти генные кластеры были перенесены в бактерии в культуре и полученные вторичные метаболиты исследованы.
На 2018 год малацидины не тестировались на людях, подобные испытания очень долгие и дорогостоящие. Неизвестно, приведёт ли открытие к появлению новой группы лекарств. К тому же малацидины работают только на грамположительных бактериях. Однако они убивают даже «супер-штаммы», резистентные к обычным антибиотикам, наподобие метициллинрезистентного золотистого стафилококка.

## Химическая структура
Малацидины являются макроциклическими липопептидами. Описано два малацидина A и B, отличающиеся лишь по метиленовой группе в липидной части молекулы. Пептидное ядро малацидинов содержит четыре непротеиногенных аминокислоты. Название malacidin является сокращением от metagenomic acidic lipopeptide antibiotic и суффикса -cidin.

## Механизм действия
При связывании с кальцием малацидины переходят в активную форму, которая способна взаимодействовать с липидом II, предшественником компонента бактериальной клеточной стенки. Это взаимодействие приводит к разрушению клеточной стенки бактерии и её гибели. Таким образом, малацидины стали новыми членами класса кальций-зависимых антибиотиков.